# HD 218560
HD 218560，又名BD+63 1931，SAO 20441、HR 8811，是一颗恒星，视星等为6.21，位于銀經111.97，銀緯3.58，其B1900.0坐标为赤經23h 3m 53.6s，赤緯+63° 3.58′ 52″。